# Turpinia pomifera
Turpinia pomifera là một loài thực vật có hoa trong họ Staphyleaceae. Loài này được (Roxb.) DC. miêu tả khoa học đầu tiên năm 1825.